# Quận Geneva, Alabama
Quận Geneva là một quận thuộc tiểu bang Alabama, Hoa Kỳ. Dân số năm 2000 là 25.764 người. Quận lỵ là Geneva. Quận Geneva là một quận khô.
Quận được đặt tên theo quận lỵ, quận lỵ được đặt tên theo Geneva, New York - đơn vị này được đặt tên theo Geneva, Thụy Sĩ, bởi Walter H. Yonge, một người sinh sống ở thị trấn này có gốc Thụy Sĩ.
Quận Geneva thuộc Khu vực thống kê đô thị Dothan, Alabama.